# Franz Schreker
Franz Schreker (Principato di Monaco, 23 marzo 1878 – Berlino, 21 marzo 1934) è stato un compositore e direttore d'orchestra austriaco.

## Biografia

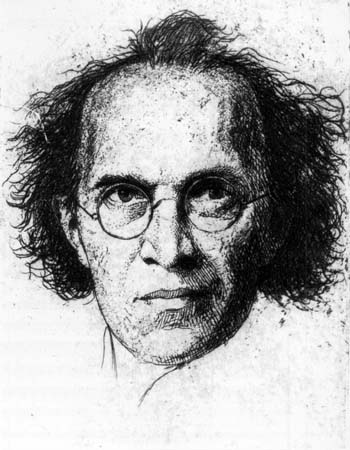
Schreker in una litografia di Heinrich Gottselig, ca. 1922

Fu il figlio maggiore di una famiglia di origine ebraica convertita al cattolicesimo.
Dopo la morte del padre, la famiglia si trasferì, nel 1888, a Vienna dove Schreker entrò nell'Università di Musica e Arti.
Studiò violino e composizione con Robert Fuchs  e in breve tempo compose il suo primo successo: Intermezzo op.8 per archi che ottenne importanti riconoscimenti e premi.
Intorno al 1907 fondò la Società Corale Filarmonica, che diresse per tredici anni, e nello stesso anno assunse la condirezione del Volksoper di Vienna.
Nel 1912 l'opera Der ferne Klang (Il suono lontano) riscosse una buona accoglienza e nello stesso anno ricevette l'incarico di insegnare composizione alla Akademie für Musik viennese.
Dal 1920 divenne direttore della Hochschule für Musik berlinese. Tra i suoi allievi menzioniamo: Ilmari Hannikainen, Ernst Křenek, Jascha Horenstein, Alois Hába, Max Brand, Hans Schmidt-Isserstedt.
Nel 1920 avvenne la première nel Nationaltheater (Monaco di Baviera) di Das Spielwerk, mistero in atto unico di sua composizione su libretto del compositore diretto da Bruno Walter.
Fondamentalmente è stato un compositore di opere, e il suo stile si è caratterizzato da un insieme di varie tendenze, dal romanticismo al simbolismo, passando attraverso l'impressionismo e la sperimentazione dei timbri e delle tonalità.
Tra le composizioni principali, annoveriamo: musiche per il teatro (Der ferne Klang 1903, Die Gezeichneten 1912); musiche per orchestra (Andante 1900, Intermezzo 1902); musiche per coro; musiche da camera (Lieder e sinfonie per 23 strumenti).

## Opere principali

### Opere
(Libretti, salvo diversa indicazione sono di Franz Schreker)
- 1901–1902: Flammen, 1 atto,  libretto di Dora Leen, Vienna, 1902;
- 1903–1910: Der ferne Klang, 3 atti, Francoforte sul Meno, 18 agosto 1912;
- 1908–1912: Das Spielwerk und die Prinzessin, 2 atti, 15 marzo 1913, Francoforte sul Meno;
- 1911–1915: Die Gezeichneten, 3 atti, 18 aprile 1918, Francoforte sul Meno;
- 1915–1918: Der Schatzgräber, 4 atti, 21 gennaio 1920, Francoforte sul Meno;
- 1919–1922: Irrelohe, 3 atti, libretto di Otto Klemperer, 27 marzo 1924, Colonia;
- 1924–1928: Der singende Teufel, 4 atti, libretto di Erich Kleiber, 10 dicembre 1928, Berlino;
- 1924–1928: Christophorus oder Die Vision einer Oper, 2 atti, 1 ottobre 1978, Friburgo;
- 1929–1932: Der Schmied von Gent, 3 atti, libretto di Charles De Coster, 29 ottobre 1932, Berlino;
- 1933–1934: Memnon (abbozzo);

### Opere orchestrali
- 1896: Liebeslied, per orchestra d'archi e arpa (persa);
- 1899: Scherzo;
- 1899: Sinfonia in la minore op. 1 (Finale perduto);
- 1900: Scherzo, per orchestra d'archi;
- 1900: Movimento per orchestra d'archi, (in seguito parte del  Romantic Suite )  Intermezzo  Op 8;
- 1902-1903: Ouverture sinfonica Ekkehard, per orchestra e organo op 12;
- 1903: Suite romantica, op. 14;
- 1904: Ouverture Phantastische, op. 15;
- 1905: Der Geburtstag der Infantin, suite dopo omonima fiaba di Oscar Wilde, per orchestra da camera;
- 1908: Festwalzer und Walzerintermezzo;
- 1908: Valse lente;
- 1908-1909: Ein Tanzspiel, per orchestra di grandi dimensioni;
- 1909: Nachtstück, dall'opera Il suono lontano;
- 1913 Preludio ad un dramma, (compilato da parti dell'opera Il sottoscritto);
- 1916: Kammersymphonie;
- 1918: Interludio sinfonico dall'opera Der Schatzgräber;
- 1928: Kleine Suite, per orchestra da camera;
- 1929-1930: Quattro piccoli pezzi, per grande orchestra;
- 1933: Preludio di una grande opera, (dall'opera incompiuta Memnon);